# Camillina longipes
Camillina longipes är en spindelart som först beskrevs av Hercule Nicolet 1849.  Camillina longipes ingår i släktet Camillina och familjen plattbuksspindlar. Inga underarter finns listade.